# جم (ترانه)
«جَم» (به انگلیسی: Jam، در اصطلاح به معنای «گُلش کن» و در آهنگ به معنی: «گرد هم آیید») نام تک‌آهنگی اثر مایکل جکسون، خواننده و ترانه‌نویس معروف آمریکایی است که در آلبوم خطرناک در سال ۱۹۹۲ منتشر شد.
«جم» ترکیبی از فانک، رقص و رپ و هیپ‌هاپ و فانک است. در این تک‌آهنگ هوی دی به عنوان رپر حضور دارد.
مایکل جردن، اسطورهٔ مشهور بسکتبال در نماهنگ این ترانه شرکت دارد.

## مضمون آهنگ
این آهنگ مشکلات جامعه همانند «بی‌توجهی مردم به یک‌دیگر»، «تحت کنترل بودن سیستم» و «انفجار جمعیت» را به تصویر می‌کشد و از مردم می‌خواهد تا با هم متحد شوند و مشکلات همدیگر را حل کنند.
جکسون در قسمتی از این آهنگ می‌خواند: «ملت به ملت. همه جهان باید کنار هم بیایند و با مشکلاتی که می‌بینیم روبه‌رو شوند. سپس شاید توانستیم طوری حل شان کنیم. من از همسایه ام درخواست لطفی کردم. [اما] او گفت بعداً! چه بر سر همه مردم آمده‌است؟ آیا ما عشقی را که به آن مربوط بودیم گم کرده‌ایم؟ ... پیامبران دروغین عقوبت سرنوشت را فریاد می‌زنند. پس فرصت‌هایمان چه شدند؟ من به برادرم گفت مشکلاتی خواهد بود. دوره به دوره و اشک‌هایی برای ترس‌هایی. [اما] ما باید هر روز را طوری زندگی کنیم که انگار آخرین روز [زندگیمان] است. همراه شوید. همراه شوید. گرد هم آیید. (JAM) این [کار] زحمت زیادی نداره. این چیز زیادی نمی‌خواد. این زحمت زیادی برای من نداره.»

## نماهنگ
نماهنگ (موزیک ویدئو) ترانهٔ «جم» در آلبوم‌های ویدئویی خطرناک: فیلم‌های کوتاه (۱۹۹۳) و ویژن (۲۰۱۰) منتشر شد.
در این نماهنگ جکسون در حال رقصیدن در سالنی متروکه دیده می‌شود. مایکل جردن هم در حال بسکتبال بازی کردن با کودکان است.
در صحنه‌هایی از این نماهنگ جردن دارد به جکسون بسکتبال بازی کردن را یاد می‌دهد و در آخر نماهنگ مایکل جردن از مایکل جکسون رقصیدن را یاد می‌گیرد.

## اجرای زنده
مایکل جکسون ترانهٔ «جم» را در کنسرت‌های تور جهانی خطرناک (۱۹۹۲ تا ۱۹۹۳)، وقت اضافهٔ بین دو نیمهٔ مسابقهٔ سوپر بول (۱۹۹۳) و کنسرت رویال برونئی (سلطنتی برونئی در سال ۱۹۹۶) اجرا کرد.
همچنین قرار بود در کنسرت‌های این آخرش است (۲۰۰۹ تا ۲۰۱۰) اجرا شود که به دلیل درگذشت نابهنگام جکسون در همان سال لغو شد.

## عوامل
- خوانندهٔ اصلی و پس‌زمینه: مایکل جکسون
- خوانندهٔ رپ: هِوی دی
- ترانه‌سرا: مایکل جکسون
- آهنگ‌ساز: رِنه مور، بروس سوئدن، مایکل جکسون، تدی رایلی
- تهیه‌کننده: مایکل جکسون، تدی رایلی، بروس سوئدن
- ضبط و میکس: بروس سوئدن، تدی رایلی، دِیو وِی
- تنظیم صدا: مایکل جکسون
- کیبورد: رِنه مور، تدی رایلی، بروس سوئدن، برد باکسر
- سینث‌سایزر: تدی رایلی، رِت لارِنس، مایکل بادیکِر، برد باکسر
- درام: تدی رایلی، بروس سوئدن
- گیتار: تدی رایلی

## انتشار
| کشور                | انتشار          |
| ------------------- | --------------- |
| ایالات متحده آمریکا | ۱۳ ژوئیه ۱۹۹۲   |
| اروپا               | ۲۷ سپتامبر ۱۹۹۲ |